# باینرفین
باینرفین (به هلندی: Buinerveen) یک منطقهٔ مسکونی در هلند است که در بورخر-ادورن واقع شده‌است. باینرفین ۴۳۱ نفر جمعیت دارد.